# تروریسم (فیلم ۱۹۹۷)
«تروریسم» (تامیلی: தீவிரவாதி (Theeviravaathi)) یک فیلم است که در سال ۱۹۹۸ منتشر شد.